# بهدشت
بهدشت هي بلدة تابعة لمدينة القابندية في محفافظة هرمزغان إيران.
مركز الريفية بهدشت قرية دشتي.

## السكان
سكان بهدشت، وفقا لتعداد السكان والمساكن في سنة 2006، يبلغ 11797 نسمة. وهم من أهل السنة والجماعة وعلى المذهب الشافعي.

## معلومات عن بهدشت
في بهدشت 13 مسجدا، ومدرسة ابتدائية، ومدرسة ثانوية، ومركز صحي، وبنوك، ومصانع وملاعب رياضية.

## الزراعة
يوجد في بهدشت مزارع نخيل. وتوفر الماء المناسب أدى إلى وفرة المنتجات الزراعية، مثل: الشعير، القمح، والبقوليات والذرة.
أهم الصادرات التمر والذرة والطماطم.